# Comuna Mărtiniș, Harghita
Mărtiniș (în maghiară: Homoródszentmárton) este o comună în județul Harghita, Transilvania, România, formată din satele Aldea, Bădeni, Călugăreni, Chinușu, Comănești, Ghipeș, Locodeni, Mărtiniș (reședința), Orășeni, Petreni, Rareș și Sânpaul.

## Demografie
Componența etnică a comunei Mărtiniș
     Maghiari (93,43%)
     Alte etnii (6,57%)
Componența confesională a comunei Mărtiniș
     Unitarieni (65,57%)
     Reformați (13,6%)
     Romano-catolici (11,29%)
     Baptiști (1,06%)
     Alte religii (2,13%)
     Necunoscută (6,35%)
Conform recensământului efectuat în 2021, populația comunei Mărtiniș se ridică la 2.817 locuitori, în scădere față de recensământul anterior din 2011, când fuseseră înregistrați 2.838 de locuitori. Majoritatea locuitorilor sunt maghiari (93,43%). Din punct de vedere confesional, majoritatea locuitorilor sunt unitarieni (65,57%), cu minorități de reformați (13,6%), romano-catolici (11,29%) și baptiști (1,06%), iar pentru 6,35% nu se cunoaște apartenența confesională.

## Politică și administrație
Comuna Mărtiniș este administrată de un primar și un consiliu local compus din 11 consilieri. Primarul, Attila Jakab[*], de la Uniunea Democrată Maghiară din România, este în funcție din 2016. Începând cu alegerile locale din 2024, consiliul local are următoarea componență pe partide politice:
|  | Partid                                 | Consilieri | Componența Consiliului | Componența Consiliului | Componența Consiliului | Componența Consiliului | Componența Consiliului | Componența Consiliului | Componența Consiliului | Componența Consiliului | Componența Consiliului | Componența Consiliului | Componența Consiliului |
|  | -------------------------------------- | ---------- | ---------------------- | ---------------------- | ---------------------- | ---------------------- | ---------------------- | ---------------------- | ---------------------- | ---------------------- | ---------------------- | ---------------------- | ---------------------- |
|  | Uniunea Democrată Maghiară din România | 11         |                        |                        |                        |                        |                        |                        |                        |                        |                        |                        |                        |

## Atracții turistice
- Biserica unitariană din satul Orășeni, construcție 1783-1785, monument istoric
- Biserica unitariană din satul Petreni, construcție secolul al XIV-lea, monument istoric
- Biserica unitariană din satul Mărtiniș, construcție 1889, monument istoric
- Conacul „Urgon” din satul Mărtiniș, construcție 1790, monument istoric
- Gospodării țărănești din satul Mărtiniș, construite în secolul al XIX-lea, monumente istorice
- Moară de vânt din satul Călugăreni, construcție secolul al XIX-lea, monument istoric
- Situl arheologic de la Sânpaul
- Așezarea civilă romană de la Mărtiniș
- Castrul roman de la Sânpaul
- Tumulii de la Ghipeș
- Cetatea „Bágyi vár” de la Bădeni
- Rezervația naturală „Popasul păsărilor de la Sânpaul” (10 ha.)